# تاماس بورسوس (كرة يد)
تاماس بورسوس مواليد 13 سبتمبر 1990 في ناجاتاد، المجر، هو لاعب كرة يد مجري يلعب كظهير أيسر. يلعب حاليا مع نادي سغليد لكرة اليد. مثل منتخب المجر لكرة اليد.

## سجل المنافسة
شارك في البطولات التالية:
- بطولة أوروبا لكرة اليد للرجال 2016